# تمساح بوست
تمساح بوست (الاسم العلمي:†Postosuchus) هو جنس منقرض من الزواحف يتبع فصيلة تماسيح راو من السوكيات.